# Acquetico
Acquetico település Olaszországban, Liguria régióban, Imperia megyében. Acquetico Pieve di Teco község része. A település népessége 118 fő. Tengerszint feletti magassága 423 méter. A település polgármestere Alessandro Alessandri.

## Közlekedés
Acquetico településen jelentős átmenő járműforgalom van, mivel a településen át vezet az a közút, amelyen keresztül el lehet jutni Észak-Olaszországból a Ligur-tengerig. A településen jó minőségű aszfaltozott közút van, emiatt számos illegális motorversenyt rendeznek rajta.
A településen traffipax került kihelyezésre 2018-ban, mely a kéthetes próbaüzeme alatt 58 568 gyorshajtót fotózott le.